# Muskarin
Muskarín je toksični alkaloid, ki je v nekaterih gobah (npr. v rdeči mušnici) in deluje kot agonist na muskarinskih receptorjih v vegetativnem in osrednjem živčevju.

## Mehanizem delovanja
Muskarin po vezavi na muskarinske receptorje oponaša delovanje živčnega prenašalca acetilholina. Obstaja 5 podtipov muskarinskih receptorjev,  M1 do M5, in v večini tkiv je izraženih hkrati več podtipov. Podtipa  M2 and M3 posredujeta muskarinske odgovore v obkrajnem avtonomnem živčevju,  M1 in M4 pa sta najbolj razširjena v možganih in avtonomnih ganglijih.
M1, M3 in M5 spodbudita preko beljakovine G hidrolizo fosfatidilinozitola in sprostitev znotrajceličnega kalcija, M2 in M4 pa preko beljakovine G zavirata encim adenilil-ciklazo, s čimer se zmanjša znotrajcelična koncentracija cAMP.
Večina muskarinskih agonistov ni selektivna za določene podtipe receptorjev.

## Presnova
Le malo je raziskav o presnovi muskarina v človeškem telesu, nakazujejo pa, da se ne presnovi. Muskarin se ne presnavlja z encimom acetilholinesterazo, kar bi lahko tudi pojasnilo njegovo toksičnost. Je dobro topen v vodi in se najverjetneje iz krvi očisti skozi ledvice s sečem.

## Zastrupitev
Zastrupitev z muskarinom je podobna zastrupitvam z organofosfatnimi insekticidi in povzroči t. i. muskarinski sindrom. Pojavi se lahko na primer pri zastrupitvah z gobami skupine razcepljenk (lat. Inocybe) in livk (lat. Clitocybe), ki vsebujejo muskarin. Le-ta spodbuja postgangljiske holinergične nevrone in povzroči ustrezno klinično sliko. Simptomi se pojavijo 30 minut do 2 uri po zaužitju gob. Značilni so povišana mišični tonus in motiliteta prebavil in sečil, bradikardija, zožene zenice, znojenje in slinjenje. Toksični odmerek muskarina pri ljudeh je zelo visok in smrt zaradi zaužitja gob je zelo redka. Naravni protistrup je atropin, ki se kompetitivno z muskarinom veže na receptorje. Daje se intravensko ali intramuskularno (v mišico) in po dajanju simptomi hitro izzvenijo. V hujših primerih so potrebni monitorizacija, dajanje kisika in vstavitev katetra za merjenje centralnega venskega tlaka. Poleg tega se izpira želodec in dajo aktivno oglje ter odvajalo.